# Лондонска општина Хилингдон
Лондонска општина Хилингдон (енгл. London Borough of Hillingdon) је најзападнија лондонска општина у Ширем Лондону, у Енглеској, коју је насељавало 273.936 становника према попису из 2011. Формирана је од округа Хејес и Харлингтон, урбаног округа Рислип-Нортвуд, варошке општине Уксбриџ и урбаног округа Изли и Западни Дрејтон у некадашњем округу Мидлесексу. Хилингдон је место на коме се налази аеродром Хитроу и универзитет Бранел, и он је друга највећа од 32 лондонске општине.
Локалну власт има Веће лондонске општине Хилиндон, чије седиште је код центра Сивик у Укбриџу. Општина је административно подељена на Северни и Јужни Хилингдијон.

## Историја
Општина је формирана 1965. године од урбаног округа Хејес, варошке општине Уксбриџ, урбаног округа Рислип-Нортвуд и урбаног округа Изли и Западни Дрејтон Мидлесекса. Већа ових општина у почетку нису могла да се одлуче око имена, док је Кејт Џозеф предложио име Уксбриџ октобра 1963. године, а накнадно се предомислио тако да је предложио Хилингдон.
Грб лондонске општине Хилингдон је озваничен 22. марта 1965. године.
Сестрински град општине је био француски градић Мант-ла-Жоли, а немачки градић Шлевсвиг откад су се повезали урбани окрузи Хејеса и Харлингтона 1958. године. Програм сестринског града је поново разматран 2011. године, и предложено је да се повезаност са Шлесвигом обустави због недостатка контакта између градова.